# Pinus elliottii
Pinus elliottii és una espècie de conífera de la família Pinaceae nadiua del sud-est dels Estats Units, des del sud de Carolina del Sud fins a l'oest i sud-est de Louisiana i el sud dels Keys de Florida. És de ràpid creixement, i no viu molt per als estàndards dels pins (més de 200 anys), preferint climes humits i sòl humit.

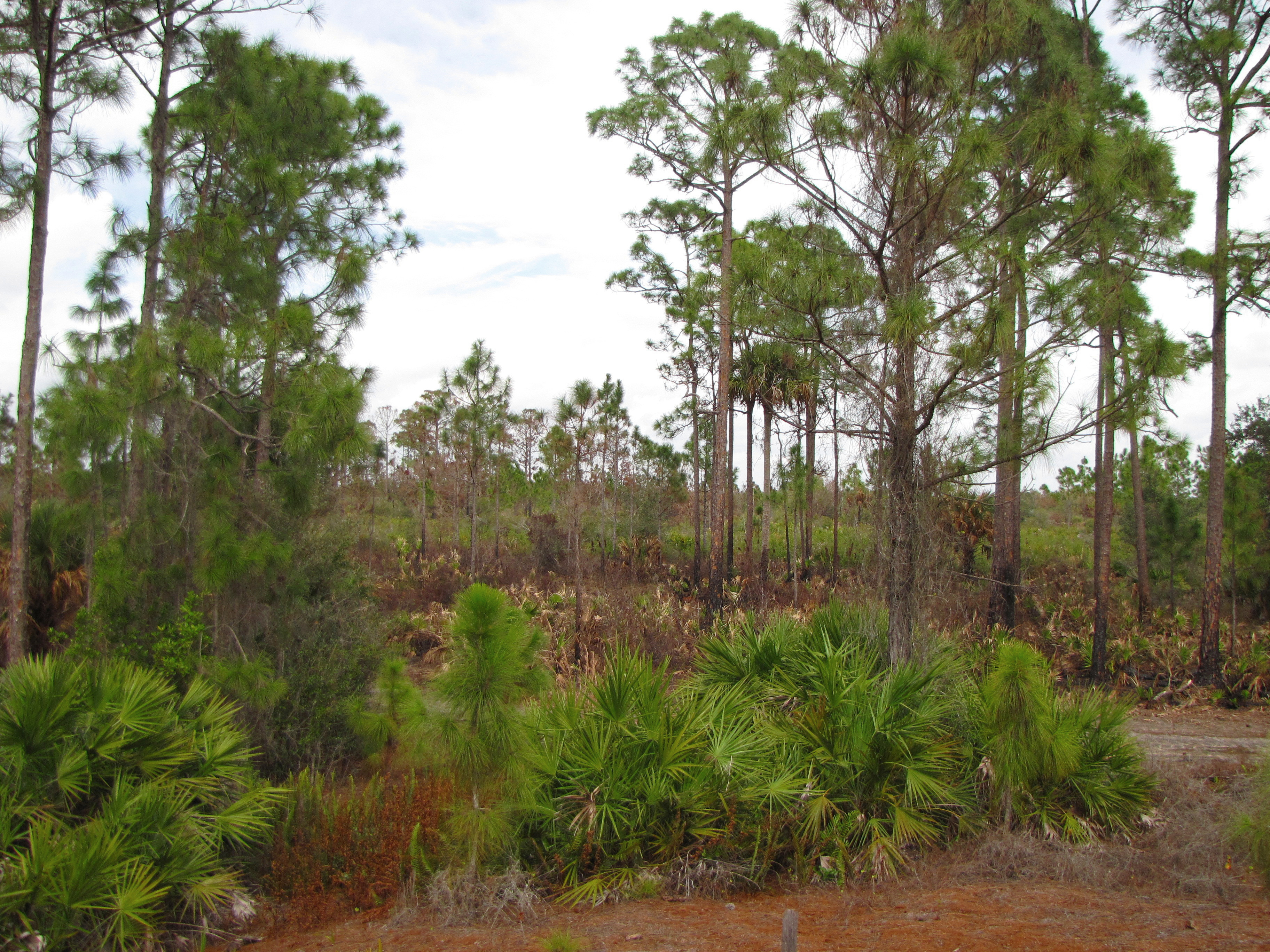
Vista de la planta

## Descripció
Aquest arbre aconsegueix altures de 18-30 m amb un diàmetre de tronc de 60-80 cm. Les fulles són afilades, com agulles, molt fines, agrupades en fascicles de dos o tres, i de 18-24 cm de llarg. Els cons són arrodonits vermell-marró, de 5-15 cm en longitud amb un curt (2-3 mm) peduncle.
Es distingeix del seu parent Pinus taeda per la seva major llargària, espínules més arrodonides, i cons més grans de color vermell marronós; i del Pinus palustris més curt, d'agulles més fines i cons més curts.

## Varietats
Hi ha dues varietats:
- P. elliottii var. elliotti (típic P. elliottii). Carolina del Sud a Louisiana, sud de Florida central. Fulles en fascicles de dos a tres, majorment tres. Cons més grans, 7-15 cm
- P. elliotti var. densa. Sud de Florida, incloent les terres pantanoses. Fulles de dos. Cons més petits, 5-12 cm

Al contrari de P. elliotti típic, les llavors de P. elliotti var. densa, passen per tamís fi, de manera similar a les del Pinus palustris. Aquest arbre es planta molt, i s'empra també en horticultura.

## Taxonomia
Pinus elliottii va ser descrita per George Engelmann i publicat en Transactions of the Academy of Science of St. Louis 4(1): 186–190, pl. 1–3. 1880.
Etimologia
Pinus: nom genèric donat en llatí al pi.
elliottii: epítet atorgat en honor del botànic nord-americà Stephen Elliott.
Sinonímia
- Pinus densa var. austrokeysensis (Silba)
- Pinus heterophylla (Elliott) Sudw.
- Pinus taeda var. heterophylla Elliott[3][4]

var. densa Little & K.W.Dorman
- Pinus densa (Little & K.W.Dorman) de Laub&Silba
- Pinus elliottii subsp. densa (Little & K.W.Dorman) A.I.Murray